# Anna Reuß zu Köstritz

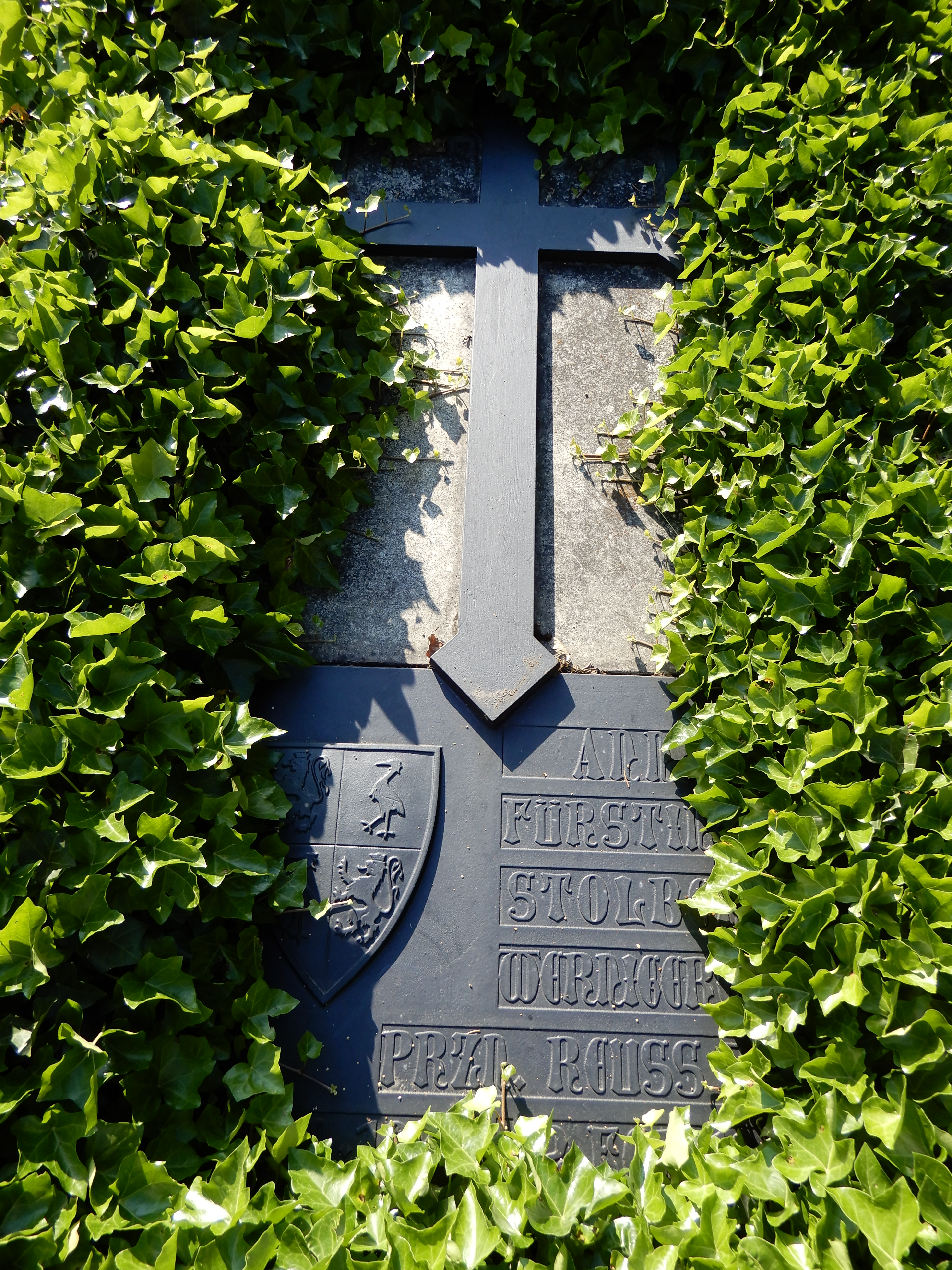
Grabplatte auf dem Schlossfriedhof Wernigerode in Nöschenrode

Prinzessin Anna Elisabeth Reuß zu Köstritz (* 9. Januar 1837 in Dresden,  Königreich Sachsen; † 2. Februar 1907 in Wernigerode) war durch Heirat Gräfin und ab 1890 Fürstin zu Stolberg-Wernigerode.

## Leben
Anna war die Tochter des Prinzen Heinrich LXIII. Reuß zu Köstritz (1786–1841) und dessen zweiter Gemahlin, der Gräfin Caroline zu Stolberg-Wernigerode (1806–1896).
Ihre Jugend verbrachte Anna auf Schloss Stonsdorf im Riesengebirge. Die künstlerisch talentierte Prinzessin erhielt ab 1862 Mal- und Musikunterricht in Berlin, wo sie Graf Otto zu Stolberg-Wernigerode kennenlernte, den sie am 22. August 1863 auf Schloss Stonsdorf heiratete.
Der politische Aufstieg ihres Mannes, der 1890 zum Fürsten zu Stolberg-Wernigerode erhoben wurde, ermöglichte den umfangreichen Ausbau des Schlosses Wernigerode von 1862 bis 1893 im Stil des Historismus. Bei diesem Umbau war Fürstin Anna gestalterisch tätig; die acht großen Wandteppiche der Schlosskirche schuf sie gemeinsam mit ihren Töchtern und Schwiegertöchtern.
Anna verfasste zudem zahlreiche Theaterstücke und Gedichte. Zu den bekanntesten gehören Jagd am Hubertustag und Holtemme.

## Nachkommen
Aus ihrer Ehe mit Otto hatte Anna sieben Kinder:
- Christian Ernst (1864–1940), Fürst zu Stolberg-Wernigerode ⚭ 1891 Gräfin Marie zu Castell-Rüdenhausen (1864–1942)
- Elisabeth (1866–1928) ⚭ 1885 Graf Constantin zu Stolberg-Wernigerode (1843–1905)
- Hermann (1867–1913) ⚭ 1910 Prinzessin Dorothea zu Solms-Hohensolms-Lich (1883–1942)
- Wilhelm  (1870–1931) ⚭ 1910 Prinzessin Elisabeth zu Erbach-Schönberg (1883–1966)
- Heinrich (1871–1874)
- Marie (1872–1950) ⚭ 1902 Graf Wilhelm zu Solms-Laubach (1861–1936)
- Emma (1875–1956) ⚭ 1894 Fürst Karl zu Solms-Hohensolms-Lich (1866–1920)